# Аз съм твоята половинка
„Аз съм твоята половинка“ (на хинди: Main Bhi Ardhangin) е индийски сериал, чието излъчване започва на 21 януари 2019 г. и приключва на 1 ноември 2019 г.

### Актьорски състав
- Авинаш Сачдев - Мадхав Сингх Тхакур
- Адити Рават - Вайдехи Сингх Тхакур
- Анджали Прия - Читра Мадхав Сингх Тхакур
- Шикха Нагпал - Ниламбари Тхакур
- Критика Десай - Швета
- Аджой Чакрабарти - Нараян Дас Тхакур
- Гюлшан Тушир - Джейчанд
- Адитя Рао Нунивалас - Санграм Тхакур
- Анкит Раджас - Раджирадж
- Хиена Пармар - Мохини
- Меер Али - Наградж Буджанг
- Мегна Рават - Васуда
- Рахул Триведи - Чандър
- Рохит Бакши - Викрант